# Taglioni (cratère)
Pour les articles homonymes, voir Taglioni.
Taglioni est le nom d'un cratère d'impact présent sur la surface de Vénus.
Le cratère a ainsi été nommé par l'Union astronomique internationale en 1985 en hommage à la danseuse et chorégraphe italienne Marie Taglioni.
Son diamètre est de 31 km. Il se situe dans la région du quadrangle de Vellamo Planitia (quadrangle V-12).